# Jan Železný (kardynał)
Jan Železný (ur. ok. 1360, zm. 9 października 1430 w Ostrzyhomiu) – biskup Litomyśla w latach 1388–1418, administrator diecezji ołomunieckiej w latach 1416–1418, biskup ołomuniecki w latach 1418–1430, administrator archidiecezji praskiej w latach 1421–1430, biskup Vác w 1430, kardynał.

## Życiorys
O jego pochodzeniu i wykształceniu brak jest pewnych informacji. Prawdopodobnie był kanonikiem wyszehradzkim do chwili objęcia diecezji w Litomyślu. 28 kwietnia 1389 przyjął święcenia biskupie. Był przeciwnikiem króla Wacława IV i Jana Husa. W 1401 zwołał synod diecezji w Litomyślu.
W 1416 został wybrany na biskupa ołomunieckiego, ale napotkał na opór arcybiskupa praskiego Konráda z Vechty, który forsował własnego kandydata. Dopiero w 1418 Jan Železný uzyskał papieskie zatwierdzenie. Po usunięciu Konráda z Vechty z funkcji arcybiskupa praskiego 21 lipca 1421 Jan Železný został przez kapitułę wybrany na administratora diecezji. Uczestniczył w walkach z husytami. W 1426 został mianowany kardynałem z tytułem prezbitera S. Ciriaco alle Terme Diocleziane. W 1428 musiał uciekać przed husytami na Węgry, gdzie od króla Zygmunta Luksemburskiego otrzymał biskupstwo Vác.